# نجوين كونغ هوي
نجوين كونغ هوي (بالفيتنامية: Nguyễn Công Huy)‏ هو لاعب كرة قدم فيتنامي في مركز الوسط، ولد في 19 مايو 1987 في محافظة تان هوا في فيتنام. شارك مع منتخب فيتنام تحت 23 سنة لكرة القدم ومنتخب فيتنام لكرة القدم. أما مع النوادي، فقد لعب مع نادي إف إل سي تان هوا ونادي بيكامكس بين دونغ ونادي فيتيل.

## وصلات خارجية
- نجوين كونغ هوي على موقع قاعدة بيانات كرة القدم.إي يو (الإنجليزية)
- نجوين كونغ هوي على موقع Soccerway.com (الإنجليزية)